# فيديريسبيتز
فيديريسبيتز (بالإنجليزية: Federispitz)‏ هو أحد جبال سلسلة جبال الألب أبينزيل وجزء من القمة الأم جبل سبير يقع في كانتون سانت غالن, سويسرا. يبلغ ارتفاع الجبل حوالي 1865 متر، بينما يبلغ ارتفاع نتوء الجبل 194 متر.